# Salpis lancea
Salpis lancea là một loài bướm đêm trong họ Geometridae.